# Cow Belles
Cow Belles (bra: Belas e Mimadas) é um filme original do Disney Channel lançado em 2006, e estrelado por Alyson Michalka e Amanda Michalka, que formam a dupla pop Aly & AJ. O filme foi inspirado no reality show da Fox, The Simple Life, que era estrelado por Paris Hilton e Nicole Richie.
Com locações em Toronto, no Canadá, Cow Belles foi lançado em 24 de março de 2006 no Disney Channel americano, e conseguiu 5,8 milhões de telespectadores em sua estréia, tornando-se o um dos filmes mais assistidos no canal em 2006. No Brasil teve sua estréia tardia, em 13 de junho de 2009, também no canal da Disney, e chegou a ser exibido algumas vezes na tv aberta pela Rede Globo.

## Sinopse
Taylor e Courtney são duas garotas ricas cujo pai é Reed Callum, o herdeiro de Callum Dairy. Tudo parece normal, mas a vida delas irá virar de ponta cabeça. Um dia, quando Taylor e Courtney retornam de uma visita ao shopping, elas encontram sua cozinha queimada porque quando saíram deixaram o fogo aceso, o real motivo da causa do acidente. Chocado pela falta de cuidado e responsabilidade, Reed as coloca para trabalhar na leitaria para mostrar responsabilidade. 
Quando as garotas começam a trabalhar na leiteria, elas se vêem em seu pior pesadelo. Elas bagunçam tudo e não conseguem realizar corretamente muitas das tarefas, acabam tropeçando e espirrando uvas-do-monte em si mesmas, porém o pior é deixar o celular de Courtney cair num depósito de iogurte cheio. Logo depois que elas começam a trabalhar lá, alguém rouba todo o dinheiro dos negócios. A partir daí as garotas "acordam" e fazem um plano para salvar a leiteria e os empregos de todos que lá trabalham.

## Elenco
- Alyson Michalka - Taylor Callum
- Amanda Michalka - Courtney Callum
- Jack Coleman - Reed Callum
- Christian Serratos - Heather Perez
- Michael Trevino - Jackson Meade
- Chris Gallinger - Philippe
- Paula Brancati - Sarah Van Dyke
- Christian Serratos - Heather Perez
- Alex Hood - Richie
- Sandy Robson - Thomas
- Craig Eldridge - Wilbur Meade
- Sheila McCarthy - Fran Walker
- Michael Rhoades - Bob Fenwick
- Ron Gabriel - Melvin Melville
- Duane Murray - Big Pete
- Dylan Roberts - Ralph
- Stuart Clow - Keith Walker